# Nemirli
Nemirli är en ort i Azerbajdzjan.   Den ligger i distriktet Ağsu Rayonu, i den centrala delen av landet, 140 km väster om huvudstaden Baku. Nemirli ligger 202 meter över havet och antalet invånare är 445.
Terrängen runt Nemirli är kuperad åt nordväst, men åt sydost är den platt. Närmaste större samhälle är Aghsu, 9,1 km öster om Nemirli.
Trakten runt Nemirli består till största delen av jordbruksmark. Runt Nemirli är det ganska tätbefolkat, med 62 invånare per kvadratkilometer.